# Bulbophyllum bomiensis
Bulbophyllum bomiensis é uma espécie de orquídea (família Orchidaceae) pertencente ao gênero Bulbophyllum. Foi descrita por Z.H.Tsi em 1978.